# روزماري فووت
روزماري فووت (بالإنجليزية: Rosemary Foot)‏ هي عالمة سياسة بريطانية، ولدت في 4 يونيو 1948.